# Zachary Burt
Zachary Burt (4 de septiembre de 1993) es un deportista canadiense que compite en judo. Ganó dos medallas de bronce en el Campeonato Panamericano de Judo en los años 2019 y 2020.

## Palmarés internacional
| Campeonato Panamericano | Campeonato Panamericano | Campeonato Panamericano | Campeonato Panamericano |
| Año                     | Lugar                   | Medalla                 | Categoría               |
| ----------------------- | ----------------------- | ----------------------- | ----------------------- |
| 2019                    | Lima (Perú)             | Medalla de bronce       | –90 kg                  |
| 2020                    | Guadalajara (México)    | Medalla de bronce       | –90 kg                  |